# Чандрашехар Агаше
Чандрашехар Агаше (Шаблон:Lamg; IAST: Candraśekhara Āgāśe; 14 февруари 1888 г. - 9 юни 1956 г.) е индийски индустриалец и адвокат, най-добре запомнен като основател на Brihan Maharashtra Sugar Syndicate Ltd. Той служи като управляващ директор на компанията от създаването й през 1934 г. до смъртта му през 1956 г.